# Elección para gobernador de Texas de 2018

La elección de gobernador de Texas de 2018 tuvo lugar el 6 de noviembre de 2018 para elegir al gobernador de Texas, al mismo tiempo que la elección del escaño del Senado de los Estados Unidos de Clase I de Texas, así como otras elecciones del Congreso, estatales y locales en los Estados Unidos y Texas. El gobernador republicano titular Greg Abbott ganó con éxito la reelección para un segundo mandato en el cargo derrotando a la candidata demócrata Lupe Valdez, ex alguacil del condado de Dallas.

## Primaria Republicana

### Candidatos

#### Candidatos anunciados
- Greg Abbott, gobernador de Texas
- Larry Kilgore, activista de secesión
- Barbara Krueger, maestro retirado

#### Candidatos que declinaron
- Dan Patrick, vicegobernador de Texas (se postuló para la reelección)
- Joe Straus, presidente de la Cámara de Representantes de Texas

#### Resultados

Resultados de las primarias republicanas por condado:
Abbott—≥90%
Abbott—80–90%
Abbott—70–80%
Abbott—60–70%
Votos nulos

| Primaria Republicana | Primaria Republicana | Primaria Republicana | Primaria Republicana | Primaria Republicana | Primaria Republicana |
| Partido              | Candidato            | Votos                | %                    |                      |                      |
| Republicano          | Greg Abbott          | 1,392,310            | 90.38%               |                      |                      |
| Republicano          | Barbara Krueger      | 127,549              | 8.28%                |                      |                      |
| Republicano          | Larry Kilgore        | 20,504               | 1.33%                |                      |                      |
| -------------------- | -------------------- | -------------------- | -------------------- | -------------------- | -------------------- |

## Primaria Demócrata

### Candidatos

#### Candidatos anunciados
- James Jolly Clark, empresario
- Cedric David, exalcalde de Balch Springs
- Joe Mumbach, empresario
- Adrian Ocegueda, analista financiero
- Jeffrey Payne, empresario
- Demetria Smith, empresaria
- Lupe Valdez, ex alguacil del Condado de Dallas
- Tom Wakely, capellán de hospicio y candidato a representante en 2016
- Andrew White, empresario y hijo del exgobernador de Texas Mark White
- Grady Yarbrough, educador retirado

#### Candidatos que renunciaron
- Garry Brown, candidato a comisionado del Condado de Travis  en 2014
- Lee Weaver

#### Candidatos que declinaron
- Rafael Anchia, representante estatal
- Dwight Boykins, Concejal de la ciudad de Houston
- Julián Castro, Secretario de Vivienda y Desarrollo Urbano (2014-2017), alcalde de San Antonio, Texas (2009-2014)
- Joaquin Castro, Representante de los Estados Unidos
- Mike Collier, empresario
- Wendy Davis, exsenadora estatal y candidata a gobernador en 2014
- Pete Gallego,  ex-representante de los Estados Unidos
- Eva Longoria, actriz y activista política
- Jack Martin, CEO de Hill+Knowlton Strategies
- Trey Martinez Fischer, ex-representante estatal
- William McRaven, almirante de la marina retirado
- Michael Sorrell, presidente del Colegio Paul Quinn
- Allen Vaught,  ex-representante estatal

### Primera ronda de votación
| Primera ronda de votación demócrata | Primera ronda de votación demócrata | Primera ronda de votación demócrata | Primera ronda de votación demócrata | Primera ronda de votación demócrata | Primera ronda de votación demócrata |
| Partido                             | Candidato                           | Votos                               | %                                   |                                     |                                     |
| Demócrata                           | Lupe Valdez                         | 436,666                             | 42.89%                              |                                     |                                     |
| Demócrata                           | Andrew White                        | 278,708                             | 27.37%                              |                                     |                                     |
| Demócrata                           | Cedric Davis Sr.                    | 83,938                              | 8.24%                               |                                     |                                     |
| Demócrata                           | Grady Yarbrough                     | 54,660                              | 5.36%                               |                                     |                                     |
| Demócrata                           | Jeffrey Payne                       | 48,407                              | 4.75%                               |                                     |                                     |
| Demócrata                           | Adrian Ocegueda                     | 44,825                              | 4.40%                               |                                     |                                     |
| Demócrata                           | Tom Wakely                          | 34,889                              | 3.42%                               |                                     |                                     |
| Demócrata                           | James Clark                         | 21,945                              | 2.15%                               |                                     |                                     |
| Demócrata                           | Joe Mumbach                         | 13,921                              | 1.36%                               |                                     |                                     |
| ----------------------------------- | ----------------------------------- | ----------------------------------- | ----------------------------------- | ----------------------------------- | ----------------------------------- |

Resultados de la primera ronda de votación democráta:
Valdez—60–70%
Valdez—50–60%
Valdez—40–50%
Valdez—30–40%
Valdez—20–30%
White—100%
White—50–60%
White—40–50%
White—30–40%
White—20–30%
Davis—60–70%
Davis—20–30%
Davis—<20%
Yarbrough—20–30%
Yarbrough—30–40%
Payne—70–80%
Wakely—30–40%
Wakely—20–30%
Empate

Como ninguno de los candidatos logró alcanzar el 50% de los votos en la primera ronda, se realizó una segunda ronda de votación entre el primer y segundo lugar: Lupe Valdez y Andrew White el 22 de mayo de 2018.

### Segunda ronda de votación
| Segunda ronda de votación demócrata | Segunda ronda de votación demócrata | Segunda ronda de votación demócrata | Segunda ronda de votación demócrata | Segunda ronda de votación demócrata | Segunda ronda de votación demócrata |
| Partido                             | Candidato                           | Votos                               | %                                   |                                     |                                     |
| Demócrata                           | Lupe Valdez                         | 227,577                             | 53.1%                               |                                     |                                     |
| Demócrata                           | Andrew White                        | 201,356                             | 46.9%                               |                                     |                                     |
| ----------------------------------- | ----------------------------------- | ----------------------------------- | ----------------------------------- | ----------------------------------- | ----------------------------------- |

Resultados de la segunda ronda de votación democráta:
Valdez—>90%
Valdez—80–90%
Valdez—70–80%
Valdez—60–70%
Valdez—50–60%
Empate
White—50–60%
White—60–70%
White—70–80%
White—80–90%
White—>90%
Votos nulos

En la votación de la segunda ronda Lupe Valdez derrotó a Andrew White con el 53% de los votos y se convirtió en la nominada demócrata para la gobernatura de Texas.

## Elección
Las primarias de los partidos Republicano y Demócrata se llevaron a cabo el 6 de marzo de 2018, lo que las convirtió en las primeras primarias de la temporada electoral de 2018. 
Abbott ganó las primarias del 6 de marzo con el 90% de los votos para recibir la nominación republicana, mientras que los candidatos demócratas Lupe Valdez y Andrew White avanzaron a una segunda vuelta el 22 de mayo. Valdez derrotó a White en la segunda vuelta con el 53,1% de los votos y se enfrentó a Abbott en las elecciones generales como el candidata demócrata. 
La nominación de Valdez la convirtió en la primera persona abiertamente gay nominada para gobernadora por un partido importante en el estado. 
A pesar de contiendas considerablemente más estrechas en otras elecciones estatales de Texas, Abbott ganó cómodamente un segundo mandato con el mayor margen de victoria de cualquier funcionario estatal en la boleta, aunque Valdez también ganó la mayor participación de votos para un candidato demócrata a gobernador desde Ann Richards en 1994. 
La elección también se llevó a cabo junto con una contienda por el Senado más cerrada y de mayor perfil entre Beto O'Rourke y Ted Cruz, que puede haber jugado un factor en hacer que el candidato demócrata a gobernador sea considerablemente más competitivo que en 2014. Abbott ganó la mayoría entre los blancos (72 % a 26%), mientras que Valdez ganó la mayoría entre afroamericanos (80% a 16%) y latinos (63% a 35%).
- Datos: Q28220877
- Multimedia: Texas gubernatorial election, 2018 / Q28220877